# 887 (numero)
Ottocentoottantasette (887) è il numero naturale dopo l'886 e prima dell'888.

## Proprietà matematiche
- È un numero dispari.
- È un numero primo.
  - È un numero primo sicuro.
  - È un numero primo di Eisenstein.
- È un numero intero privo di quadrati.
- È un numero nontotiente in quanto dispari e diverso da 1.
- È un numero congruente.
- È un numero malvagio.
- È parte della terna pitagorica (887, 393384, 393385).

## Astronomia
- 887 Alinda è un asteroide della fascia principale.
- NGC 887 è una galassia spirale della costellazione della Balena.

## Astronautica
- Cosmos 887 è un satellite artificiale russo.